# Фудокан
Фудокан карате (яп. 不動館) — стиль традиційного карате, заснований у 1980 році сербським майстром Іллею Йоргою. Назва «Фудокан» перекладається як «будинок непохитного духу», що відображає принципи стійкості та глибини в бойовому мистецтві.

## Історія
Ілля Йорга розпочав свій шлях у карате в 1960-х роках під керівництвом японського майстра Тецуо Муракамі. Пізніше він продовжив навчання у сенсеїв Тайджі Казе та Хідетаки Нісіяма. У 1980 році, незадоволений умовністю безконтактних поєдинків традиційного карате, Йорга заснував стиль Фудокан, прагнучи поєднати технічну досконалість з реалістичними бойовими навичками.

## Особливості стилю
Фудокан карате поєднує елементи з різних традиційних шкіл карате, таких як шотокан, годзю-рю та шито-рю, з акцентом на біомеханіку та спортивну медицину. Стиль включає ката, розроблені на основі класичних форм, таких як Хейан, Канку та Сочин, а також оригінальні ката, створені Йоргою.

## Міжнародна федерація
У 2012 році була заснована Всесвітня федерація Фудокан (World Fudokan Federation, WFF), яка об'єднує понад 70 країн світу. Федерація сприяє розвитку стилю, організовує міжнародні змагання та семінари, зокрема, щорічні чемпіонати світу та Європи.

## Чемпіонат світу
Чемпіонат світу з фудокан вперше був проведений у 2005 році в Ліньяно-Сабб'ядоро (Італія). У 2011 році на чемпіонаті світу в Белграді взяло участь 1300 учасників із 47 країн  . У 2019 році на чемпіонаті світу в Штутгарт брало участь близько 1,5 тисяч спортсменів з 55 країн  .
Список проведених чемпіонатів світу для дорослих  :
- 2005 - Ліньяно-Сабб'ядоро , Італія
- 2007 - Лодзь , Польща
- 2010 - Белград , Сербія
- 2011 - Белград , Сербія
- 2013 - Прага , Чехія
- 2015 - Белград , Сербія
- 2017 - Клуж-Напока , Румунія
- 2019 - Штутгарт , Німеччина

## Чемпіонат Європи
З 1993 року проводяться чемпіонат Європи з фудокан серед дорослих. Крім того, розігруються турніри серед юнаків та дітей. У 2007 році під час чемпіонату Європа в Набережних Човнах брало участь 512 спортсменів з 21 країни  . На першості 2018 року у Словенії взяло участь понад 2500 спортсменів із 30 країн  .
Список проведених чемпіонатів Європи для дорослих  :
- 1993 - Закопане , Польща
- 1994 - Прага , Чехія
- 1995 - Прага , Чехія
- 1996 - Хунедоара , Румунія
- 1997 - Прага , Чехія
- 1998 - Валево , Югославія
- 1999 - Танвальд , Чехія
- 2000 - Прага , Чехія
- 2002 - Румунія
- 2003 - Прага , Чехія
- 2004 - Прага , Чехія
- 2005 - Белград , Сербія
- 2006 - Беневенто , Італія
- 2007 - Набережні Челни , Росія
- 2008 - Прага , Чехія
- 2009 - Спала , Польща
- 2010 - Лімасол , Кіпр
- 2011 - Белград , Сербія
- 2012 - Спала , Польща
- 2018 - Словенія
- 2022 - Рим, Італія

## Фудокан в Україні
В Україні Фудокан карате активно розвивається, зокрема в Черкасах, де регулярно проводяться чемпіонати та семінари. Українські клуби, такі як Fudokan Karate Club, беруть участь у національних та міжнародних змаганнях, сприяючи популяризації стилю серед молоді та дорослих.